# Monkey and Another, Boxing
Monkey and Another, Boxing is een Amerikaanse film uit 1891. De film werd gemaakt door Thomas Edison en toont hoe twee apen met elkaar vechten.